# Davide Malacarne
Davide Malacarne (ur. 11 lipca 1987 w Feltre) – włoski kolarz przełajowy i szosowy.
Największym sukcesem kolarza jest wygrany 4. etap w prestiżowym wyścigu Volta Ciclista a Catalunya (2010), zaliczanym do ProTour. Jest mistrzem świata juniorów w kolarstwie przełajowym (2005).

## Najważniejsze zwycięstwa i sukcesy
2005
- 1. miejsce w mistrzostwach świata w przełajach (juniorzy)

2009
- 2. miejsce w Presidential Cycling Tour of Turkey

2010
- 1. miejsce na 4. etapie Volta Ciclista a Catalunya

2011
- 1. miejsce w klasyfikacji górskiej Tirreno-Adriático